# بخش کنکورد (لیک کانتی، اوهایو)
بخش کنکورد (به انگلیسی: Concord Township) یک منطقهٔ مسکونی در ایالات متحده آمریکا است که در شهرستان لیک، اوهایو واقع شده‌است.
 بخش کنکورد ۶۰٫۰۰ کیلومتر مربع مساحت و ۱۸٬۲۰۱ نفر جمعیت دارد و ۲۱۹ متر بالاتر از سطح دریا واقع شده‌است.